# Кудрино (Воткінський район)
Ку́дрино (рос. Кудрино) — присілок у Воткінському районі Удмуртії, Росія.
Населення становить 460 осіб (2010, 424 у 2002).
Національний склад (2002):
- росіяни — 88 %

Урбаноніми:
- вулиці — Гагаріна, Жовтнева, Колгоспна, Молодіжна, Польова, Ювілейна